# Backlash (2002)
 (août 2016).
Pour les articles homonymes, voir Backlash.
Backlash 2002 est un événement de catch qui s'est déroulé le 21 avril 2002 au Kemper Arena de Kansas City dans le Missouri.

## Déroulement
| #                                       | Match                                                                                  | Stipulation | Durée |
| --------------------------------------- | -------------------------------------------------------------------------------------- | --- | ----- |
| Dark                                    | Big Show bat Justin Credible et Steven Richards                                        | Handicap match. | 2:11  |
| 1                                       | Tajiri (avec Torrie Wilson) bat Billy Kidman (c)                                       | Match simple pour le championnat des poids-moyens de la WWF.                                                       | 9:18  |
| 2                                       | Scott Hall (avec X-Pac) bat Bradshaw (avec Faarooq)                                    | Match simple. | 5:43  |
| 3                                       | Jazz (c) bat Trish Stratus                                                             | Match simple pour le championnat féminin de la WWF.                                                                | 4:29  |
| 4                                       | Brock Lesnar (avec Paul Heyman) bat Jeff Hardy (avec Lita                              | Match simple. | 5:32  |
| 5                                       | Kurt Angle bat Edge                                                                    | Match simple. | 13:52 |
| 6                                       | Eddie Guerrero bat Rob Van Dam (c)                                                     | Match simple pour le championnat Intercontinental.                                                                 | 11:43 |
| 7                                       | The Undertaker bat Stone Cold Steve Austin                                             | Match simple pour déterminer l'aspirant n°1 au championnat indisputé de la WWF, avec Ric Flair en arbitre spécial. | 27:03 |
| 8                                       | Billy and Chuck (Billy Gunn et Chuck Palumbo) (c) (avec Rico) battent Al Snow et Maven | Match par équipes pour le championnat du monde par équipes de la WWF.                                              | 5:58  |
| 9                                       | Hollywood Hulk Hogan bat Triple H (c)                                                  | Match simple pour le championnat indisputé de la WWF.                                                              | 22:04 |
| (c) désigne le(s) champion(s) en titre. |                                                                                        | |       |